# FM 인기가요
FM 인기가요는 대한민국의 방송국 한국방송공사의 라디오 채널 KBS 해피FM에서 매일 밤 10시부터 밤 12시까지 방송했던 라디오 프로그램이다.

## 역사
1986년 11월 17일에 첫방송을 시작했으며, 원래는 KBS 2FM에서 방송됐으나, 2001년 4월 9일부터 KBS 해피FM으로 채널을 이관하여 방송하다가, 2009년 4월 26일 방송을 23년 만에 마지막으로 폐지되었다.

## 역대 DJ
- 김희애
- 최수지
- 박중훈
- 고현정
- 도지원
- 이승연
- 봄여름가을겨울
- 유영석
- 이주노
- 1999년 4월 26일 ~ 2000년 9월 13일 : 차태현
- 2000년 9월 14일 ~ 2000년 11월 5일 : 백지영
- 2000년 11월 6일 ~ 2002년 3월 31일 : 박수홍, 박경림
- 2002년 4월 1일 ~ 2002년 10월 20일 : 최은경
- 2002년 10월 21일 ~ 2003년 6월 1일 : 정재욱
- 2003년 6월 2일 ~ 2004년 10월 17일 : 김정훈
- 2004년 10월 18일 ~ 2008년 4월 20일 : 박준형
- 2008년 4월 21일 ~ 2009년 4월 26일 : 소유진